# Prelat
Prelat kallas inom romersk-katolska kyrkan vissa medlemmar av det högre prästerskapet. I snäv bemärkelse är en prelat en viss sorts monsignore - en honorartitel inom den romerska kyrkan. I vid bemärkelse är en prelat en kyrklig dignitär i största allmänhet.